# Спартак (хоккейный клуб, Калинин)
«Спартак» — советский хоккейный клуб из Калинина (ныне — Тверь), участник 6-и чемпионатов РСФСР.

## Результаты
- Чемпионат РСФСР 1948/1949 — команда не вышла из зоны
- Чемпионат РСФСР 1949/1950 — команда не вышла из зоны
- Чемпионат РСФСР 1952/1953 — команда не прошла отборочные игры
- Чемпионат РСФСР 1957/1958 — команда не вышла из зоны
- Чемпионат РСФСР 1959/1960 (2-я группа) — команда не вышла из зоны
- Чемпионат РСФСР 1960/1961 (2-я группа) — команда не вышла из зоны

## История
В 1948 году планировалось проведение второго первенства команд РСФСР. Ввиду немногочисленности команд в новом виде спорта, заявиться на турнир могла любая команда, имеющая желание и средства на участие. Этой возможностью воспользовалась команда калининского ДСО «Спартак» по хоккею с мячом, став пионером местного «канадского» хоккея (в турнире также планировалось участие команды вагоностроительного завода, но она не сыграла в первенстве).
К декабрю команда была готова к участию в чемпионате, а 16 января 1949 года на стадионе «Динамо» провела первый матч в истории тверского хоккея. На игру с люберецким «Спартаком» калининцы вышли в следующем составе: вратари — Александр Аникин, Иванов, защитники — А. Жуков, А. Кузьмин, В. Синотов, В. Девкин, нападающие — М. Жуков, Алексей Загораев (капитан), Владимир Былинкин, Павел Алексеев, А. Гусев, Г. Яковлев, С. Зубренков, тренер — Валентин Лютиков. В первом периоде Гусев и Былинкин забили по шайбе, на которые гости смогли ответить одной, а во втором Жуков и Загораев установили окончательный итог — 4:1.
Несмотря на удачный старт, команда не смогла выиграть зональный турнир, а его победитель в итоге занял второе место.
Участвовала команда в турнире и следующем сезоне. Несмотря на то, что в финал было допущено две лучшие команды зоны, спартаковцам снова не удалось пройти в следующий этап пропустив туда «Химик» и «Динамо» которые в финале заняли первые два места.
В чемпионате 1951 года калининские команды не участвовали, а в 1952 году область представляли армейский и динамовский коллективы. В сезоне 1952/53 «Спартак» вновь принял участие в турнире, но проиграл в отборочном матче горьковскому «Динамо».
Следующие два чемпионата также обошлись без калининских команд, затем в нём снова сыграли армейцы, решившие на конец задачу выхода областной команды в чемпионат СССР. В том же сезоне прошёл первый официальный чемпионат Калининской области, в котором «Спартак» не вошёл даже в тройку призёров.
В 1957 году спартаковцы участвовали в чемпионате в составе областной сборной, а на следующий год снова представляли область единолично, оба раз неудачно.
После годичного перерыва в 1960 году снова был разыгран чемпионат РСФСР. «Спартак», принимающий участие в играх 2-й группы первенства, занял в зоне только шестое место. В следующем сезоне он опустился ещё на ступень ниже, и больше в турнире не участвовал, уступив место другим калининским командам.